# Fathullah Shirazi

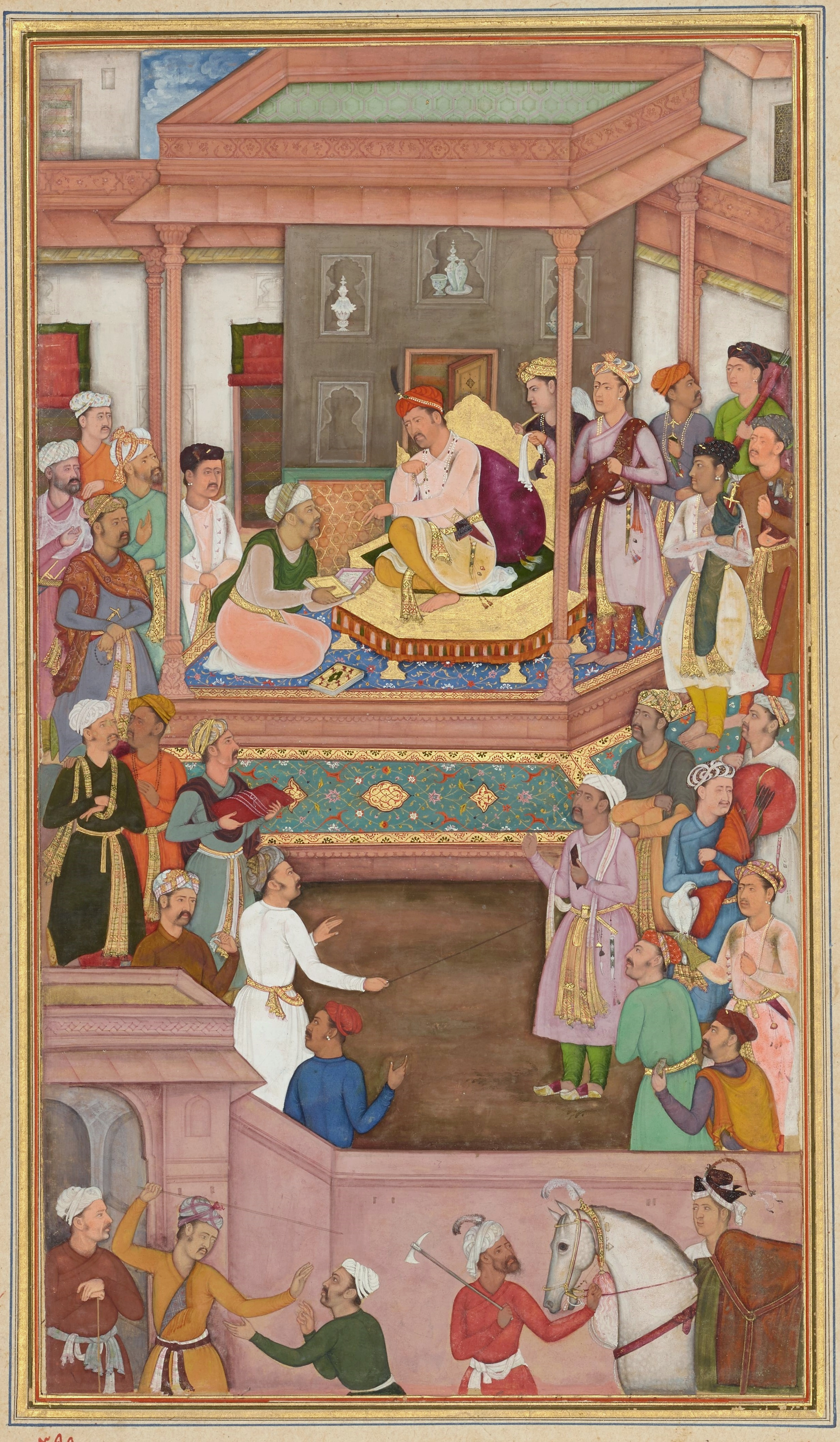
Abu'l-Fazl ibn Mubarak presentando el Akbarnama a Akbar el Grande en una Miniatura Mogol.

Fathullah Shirazi (c. 1582), algunas veces citado como Amir Fathullah Shirazi, fue un Persa - Indio, se destacó como polímata, estudioso, jurista islámico, ministro de finanzas, ingeniero mecánico, inventor, matemático, astrónomo, médico, filósofo y artista; al final de su vida trabajó e hizo importantes contribuciones a Akbar el Grande, cabeza del Imperio Mogol. A Shirazi le fue otorgado por sus valiosos servicios al imperio el título de Azuddudaulah, traducido al español como "el brazo del imperio." De acuerdo con Abu'l-Fazl ibn Mubarak en el Akbarnama - "la historia oficial del reino de Akbar en tres volúmenes"-, cuando Shirazi murió, Akbar lloró su muerte: 

Akbar se afligió ante la partida de las exequias de este formador de antiguos sabios. El a menudo decía que el Mir era su vakil, filósofo Indio, médico, y astrónomo, y que nadie podría entender el tamaño de su pena por él. "Si el hubiera caído en las manos de mis enemigos, y ellos hubieran demandado todos mis tesoros a cambio por él. Yo hubiera con gusto aceptado ese provechoso acuerdo, y hubiera obtenido esa joya preciosa por un bajo precio."

## Biografía
Hakim Amir Fathullah Shirazi era el hijo de Shirazi Shukrullah. Fathullah fue nacido, criado y educado en Shiraz. A temprana edad él estuvo bajo la influencia de un recluso espiritual, de nombre Mir Shah Mir. Pronto Hakim adquirió un gusto por el estudio. Khwajah Jamaluddin Mahmud, pupiló del bien conocido lógico Jalaluddin Dawwani, lo inició en la lógica y la filosofía. Se dice que de Mir Ghayasuddin Mansur aprendió la medicina, matemáticas y otras ciencias. Shah Nawaz Khan, también ha mencionado a Mawlana Kamal al-Din Shirwani y el kurdo Mawlana entre sus maestros.
Después de completar su educación, trabajó en las escuelas de sus maestros por algún tiempo. Él también, estudió la filosofía, en la escuela del intelectual Zoroástrico Azar Kaiwan. Así mismo, parece haber adoptado las enseñanzas de su primera carrera en Shiraz. Entre aquellos de sus estudiantes que más tarde se elevaron a la prominencia están Mir Taqiyuddin Mahammad, Afzal Khan, Grand Vizir de Ali Adil Shah I de Bijapur (1558-1580) y Raffiuddin Shirazi, el administrador y el historiador de la misma regla.
Para entonces, su reputación había cruzado las fronteras de Irán. El Shah Alí Adil, regente de Bijapur lo invitó a la India. A su llegada en Deccan, él fue recibido con gran respeto y honor. Vivió en Bijapur y trabajo para el durante un largo tiempo, hasta la muerte de su patrón. Alí Adil fue asesinado en el 988 A. H./1581 dC y su sucesor el Shah Ibrahim Adil fue un rey amante del placer, encontrándolo entre otras cosas en la música y el baile. A Hakim Fathullah Shirazi no le gustaron sus maneras no islámicas y comenzó a pensar en su salida del tribunal. Cuando Akbar conoció acerca de la intención de Hakim, él escribió inmediatamente cartas al Shah Ibrahim Adil y al Khan Rajá Ali, gobernante de Khandis, para que Hakim fuera enviado a su tribunal. Finalmente, Hakim Amir Fathullah Shirazi dejó Deccan en 991 A.H./1583 dC, y arribando a Fatahpur en el mes de Rabi` al-Awwal el mismo año. Fue recibido por el Khan-i Khanan y Hakim Abul Fath. El Emperador Akbar colmó a Hakim con gran honor y respeto, este pronto se hizo un compañero cercano del Emperador y se unió al Tribunal del Imperio Mogol en Agra. El día del Año Nuevo siguiente, cuando un Bazar de Fantasías fue presentado, Fathullah exhibió un espléndido espectáculo en un puesto, con varias novedosas invenciones mecánicas todas ellas trabajando al mismo tiempo. En el mismo año (1584) él calculó la llamada Era Ilahi.
Posteriormente, Akbar (1556-1605) Emperador Mogol de la India, estableció una nueva religión, Din-i Ilahi ("la Fe Divina") y una nueva era correspondiente, la Era Ilahi basada en los años solares. Los años de reinado del hijo de Akbar, Jahangir (1605-28) al principio también fueron considerados en la era Ilahi. Los meses solares son convencionalmente representados por los doce signos del zodiaco, los que Jahangir usó en una serie de monedas. En 993 A.H./1585 d. C., le fue dado el elevado cargo de "Sadarat". Él se casó con la hija de Muzaffar-Khan Tarbiyati.
Más tarde (1558), Fathullah acompañó al rey a Cachemira. Allí Fathullah Shirazi cayó enfermo y posteriormente murió. Luego de esto, y por órdenes de Akbar, se realizó su entierro en el Koh-i-sulaiman.

## Invenciones
Debido a su sabiduría, sagacidad y perspicacia el Emperador le otorgó los títulos de Amin Al-Mulk; `Add al-Dawlah y `Add al-Mulk uno tras otro. Fue también incluido en el Consejo de Ministros y ordenaron a Rajá Todar Mat consultarlo sobre todos los asuntos financieros y del estado.
Como se mencionó anteriormente, Hakim Amir Fathullah Shirazi era un hombre de inteligencia extraordinaria, con un vasto conocimiento y dominio de varias ciencias. Según el Shah Nawaz Khan, " él no tenía ningún “segundo” en Irán e India, y tal vez en el Mundo. Shaykh Abul Fadl escribió sobre él: “Si todos los trabajos médicos de los primeros eruditos son destruidos, él tiene el poder y la capacidad de compilarlos otra vez.”
La reputación de Fathullah como un científico, descansa principalmente sobre los dispositivos mecánicos - una máquina para vaciar barriles de armas, un molino de carro, dos cañones, el diseño de un carruaje - y el calendario solar conocido como el calendario Ilahi. Lamentablemente, él no dejó registros de sus trabajos. Nosotros tenemos que depender completamente de la información basada en las fuentes históricas y biográficas, los principales de ellos son A'in-i-Akbari y el Akbar Namah. Estas fuentes, sin embargo, contienen sólo referencias incompletas. Sin embargo, una relación detallada del Calendario Ilahi está no obstante disponible.
Entre las invenciones acreditadas a él, como se ha mencionado, destacan diversas armas militares de diferente diseño para el combate de infantería, una "primitiva arma" de descarga con múltiples tambores de municiones similar a un cañón manual. Posteriormente diseña otro cañón, un arma relacionada con el anteriormente creado, pero esta podía vaciar simultáneamente dieciséis tambores armados. El así mismo desarrolló un cañón de dieciséis tambores, accionado por un mecanismo compuesto por una mecha -"al igual que los antiguos mosquetes"- para disparar y producir las descargas de proyectiles.
Sus fuentes reales e inmediatas de inspiración eran los logros de los Árabes y Persas, que revivieron y transmitieron su conocimiento al mundo. Hacia el final del undécimo siglo, todas las máquinas simples como la palanca, la rueda, el eje, la polea, el plano inclinado, la rueda dentada, el tornillo sin fin, el sifón y la bomba provenían de su usó en Irán y los países mediterráneos.
El dispositivo de molino de Fathullah, muestra su derivaciones de aquellos de los Persas. Los Persas tenían un sistema similar, excepto que ellos usaban el viento como la fuente principal de poder. Ellos también desarrollaron sus molinos entre los siglos 9 y 14. Él también inventó un espejo usado para mostrar extraños rostros - "distorsionados" - aún a la distancia.

## Otros dispositivos
Mención también ha sido hecha, de algunos otros dispositivos no atribuidos a nadie por los historiadores, pero que bien podrían haber sido el producto de la mente de Fathullah. Abul-Fazl, por ejemplo, habla de un sistema de central de abastecimiento de agua compuesto principalmente de varias ruedas, construido para levantar el agua de profundidades lejanas y arrojarla a un nivel más alto … haciendo girar (al mismo tiempo) un molino de piedra. Nuestra inferencia de que la central de abastecimiento de agua, puede haber sido una innovación de Fathullah Shirazi descansa sobre tres puntos:
- Primero, la enorme cantidad de agua diariamente suministrada posiblemente no podía haber sido levantada por un aparato ordinario. Esto debía haber requerido mejoras considerables en el mecanismo envuelto, particularmente la rueda dentada. La rueda persa que existió anteriormente era de en una forma muy rudimentaria, como aquellas observadas por Babar en Dipalpur, Multan y Lahore.

- El segundo punto que abona en ésta conclusión, es la fuerte afinidad conceptual que existe entre el dispositivo de molido unido a esta máquina, y el molino de carro inventado por parte de Fathullah. Es lo más obvio, que si, la rueda persa y la piedra de molino, fueron ambas movidas por un poder común, el único método debería estar enlazado a ellos mediante una rueda dentada adicional y un engranaje. Esto era exactamente como Fathullah lo había hecho en el caso del molino de carro.

- Finalmente, la facilidad con que "dos o cuatro de estas ruedas tenían movimiento simultáneamente por los esfuerzos de uno u dos bueyes" esto es un rasgo de las características en los dispositivos con ruedas de Fathullah Shirazi, como había sido observado en el caso de la bañera o tina de viaje.

Aparentemente sus trabajos con el agua, como la central de abastecimiento, fueron desarrollados entre 1571 y 1585. Hacia sus últimos años, Fathullah permaneció tres años en la corte de Akbar, y a este período pertenecen todos sus dispositivos mecánicos. Otros dispositivos son, el carruaje ligero, que era el más delicado de todos los carruajes y podía llevar a unas pocas personas sobre los caminos lisos, y los espejos que mostraban figuras extrañas de lejos y de cerca – “distorsión de imágenes”-.
No tenemos ningunas pruebas de cualquier tentativa de parte de Fathullah Shirazi para realizar trabajo teórico. Su método descansaba sobre el proceso de pensamiento madurado empíricamente. Tampoco las fuentes admiten la razón de creer que su trabajo en realidad fue llevado más lejos por la vía del estudio o el mejoramiento. Las conclusiones del trabajo de Shah Fathullah Shirazi que hemos examinado anteriormente representan sólo un breve periodo de su actividad en el año 1584. La mayor parte de su vida esta envuelta en el misterio de la oscuridad. Los historiadores lo elogian, pero hay poca información existente sobre él.
Sin embargo, observando la calidad de su trabajo, el impresionante fondo de ideas listas que él tenía y la prontitud con que fue capaz de traducirlas en la práctica, uno está inclinado a dudar que su vida más temprana fuera completamente estéril en la actividad científica productiva. Tal vez, en las ruinas profundas del olvido, estará todavía descansando algún libro de su propia escritura, el cual pueda lanzar más luz sobre sus estudios y contribuciones.

## La era Ilahi (calendario)
El Calendario Ilahi era un verdadero calendario solar obra de Shirazi. Estaba basado en las tablas astronómicas de Ulugh Beg Gorgan - "llamado Zij-i Ulugh Beg" - para ese entonces lo último en cómputo de los movimientos planetarios. En consecuencia la longitud del año fue calculada en 365 días, 5 horas, 49 minutos, 15 segundos. Esto es definido como el tiempo tomado por el sol entre su salida de, y la vuelta a un punto de determinado en el zodiaco. Para el calendario Ilahi esto fue fijado en la conjunción de los signos zodiacales Piscis y Aries, es decir, el equinoccio vernal era el punto de partida.
Un mes solar fue definido como el intervalo de tiempo que el sol tomaría en su tránsito por un signo particular del zodiaco. Lo mismo era aplicado en los meses del calendario Ilahi. Según Abul-Fazl, el número de días en los meses Ilahi variaba entre los 29 y 32. Los nombres de los meses eran iguales a los corrientes en la era Yazjardi, pero fueron distinguidos por la denominación de "Ilahi", añadida a cada uno de ellos. No había semanas. En cambio cada día del mes fue llamado por un nombre diferente. Eran los mismos del corriente sistema persa con dos términos adicionales, que eran Ruz y Shab dados a los días 31 y 32. El rasgo que distinguía la era Ilahi era que el año tenía un número fijo de 365 días. No había absolutamente ninguna intercalación. Así mismo, los años también fueron registrados en ciclos duodenarios, llamados Awan y a veces Dawrah o Dawr. Cada año del ciclo tenía un nombre similar a él de un mes, comenzando desde Farwardin y era distinguido por la denominación de Sal-I Ilahi. Después de las etapas de un ciclo, estos nombres eran repetidos.

## Libros escritos
Fathullah Shirazi no dejó escrituras completas de su propio trabajo en la ciencia o la tecnología. Una parte del Zij-i Jadid-i Mirzai había sido traducida bajo su dirección por Kishan Jotishi, Ganga Dhar, Mahesa Mahanand y Abul-Fazl. Parece que el trabajo entero no pudo ser completado debido a sus muchas otras asignaciones y la muerte repentina.
A pesar de ello, él era un escritor prolífico. Badaoni dice que tiene algunos trabajos excelentes en su crédito, “pero”, en su opinión, “al lado de aquellos de Mirza Jan Shirazi”, el contemporáneo de Fathullah y su compañero de clase. Esto refiriéndose a su libro de religión y filosofía. Mohammed Husain Azad, nos dice, que él había escrito sobre toda clase de sujetos, pero lamenta que estas escrituras no estén disponibles.
Igualmente conocido ha sido el Takmilah-i-Hashiyah de Fathullah, una extensión del comentario de Dawwani sobre el Tuftazani’s Tahzibul-Mantiq en la lógica. Él también escribió un gran comentario sobre el mismo con el título Hashiyah ebar Hashiyah ala Tahzibil-Mantiq.
Amir Fathullah Shirazi escribió algunos libros. Entre sus trabajos podemos nombrar los siguientes:
- Risala-i ` Aja'bat-i Cachemira (Tratado sobre las Maravillas de Cachemira): fue incorporado al Akbar Nama según la orden del Emperador.
- Khulasat al-minhaj: Este es un comentario del Corán o Quran (árabe اﻟﻘﺭﺃﻦ [al-qurʼān]), en el idioma persa, que era en su tiempo bastante famoso.
- Minhaj al--sadiqin: Un comentario detallado del Corán o Quran, no existente en la India.
- Tarikh-i alfi: Él fue el coautor de este libro. Los acontecimientos del segundo año del reinado de Akbar principalmente escritos por él.
- Tarikh-i Jadid: Este es una parte del Tarikh-i Ilahi-i Akbar Shdhi que fue compilado bajo su dirección.